# (4462) Vaughan
(4462) Vaughan est un astéroïde de la ceinture principale.

## Description
(4462) Vaughan est un astéroïde de la ceinture principale. Il fut découvert le 24 avril 1952 à Fort Davis par l'observatoire McDonald. Il présente une orbite caractérisée par un demi-grand axe de 3,07 UA, une excentricité de 0,14 et une inclinaison de 1,0° par rapport à l'écliptique.

## Compléments